# Instytut Polski w Bejrucie
Instytut Polski w Bejrucie – polska emigracyjna placówka istniejąca od 1945 do 1950 w Bejrucie w Libanie. 

## Historia i działalność
Jego założycielem i dyrektorem Stanisław Kościałkowski. Gdy powstał w kwietniu 1945 roku nosił nazwę Polski Instytut Studiów Bliskiego Wschodu w Bejrucie. W styczniu 1946 roku Instytut został filią Polskiego Instytutu Naukowego w Nowym Jorku. Zarząd Instytutu tworzyli: Stanisław Kościałkowski (dyrektor), Melania Gołaszewska, Władysław Błotnicki (sekretarz), Kamil Kantak, Franciszek Machalski, Antoni Markowski, Edward Romański, Wincenty Samolewicz, Stanisław Krystyn Zaremba. Działalność naukowa Instytutu koncentrowała się w sekcjach: orientalistycznej i ekonomicznej. Prowadzono też działalność wydawniczą. Organem Instytutu były "Teki Bejruckie".  Od 1946 roku Instytut prowadził też Studium Polonistyczne (do 1948) i Studium Ekonomiczno-Handlowe (do 1947). Obie te szkoły posiadały charakter akademicki i utworzone zostały w oparciu o Wydział Humanistyczny i Wydział Nauk Handlowych Uniwersytetu Amerykańskiego. Inicjatorem ich utworzenia był Michał Tyszkiewicz. Instytut Polski w Bejrucie współpracował z Wydziałem Kultury i Prasy Jednostek Wojsk Środkowego Wschodu. Instytut Polski w Bejrucie prowadził działalność do połowy 1950 roku, czyli do ewakuacji ostatniego transportu polskich uchodźców z Libanu do Wielkiej Brytanii. 

## Biblioteka
Po likwidacji Instytutu Polskiego w 1950 roku Zygmunt Zawadowski, który był szefem Poselstwa polskiego Rządu emigracyjnego w Bejrucie przekazał w formie depozytu do Biblioteki Orientalnej Uniwersytetu Świętego Józefa zbiory biblioteki Instytutu Polskiego. Dzięki osobistym kontaktom byłego ambasadora Polski w Libanie Tadeusza Strulaka w 2001 roku depozyt udało się odzyskać. Został on przekazany do Biblioteki Narodowej w Warszawie. Znalazły się w nim zbiory zgromadzone przez działający w latach 1942-45 roku Towarzystwa Studiów Irańskich w Teheranie (TSIR), książki i czasopisma emigracyjne z lat 1940-50, fotografie, dokumenty archiwalne i maszynopisy. 